# 5 карбованців «Пам'ятник Тисячоліття Росії в Новгороді»
Пам'ятник Тисячоліття Росії в Новгороді (рос. Памятник Тысячелетия России в Новгороде) — ювілейна монета СРСР вартістю 5 карбованців, випущена 12 жовтня 1988 року. Пам'ятник «Тисячоліття Росії» — монумент, споруджений у Великому Новгороді в 1862 році на честь тисячолітнього ювілею легендарного покликання варягів на Русь. Авторами проекту пам'ятника є скульптори Михайло Микешин, Іван Шредер і архітектор Віктор Гартман. Пам'ятник знаходиться в новгородському дитинці, поряд з Софійським собором та колишнім будинком Державних установ. Пам'ятник являє собою гігантську кулю-державу на дзвіноподібнім постаменті. Навколо держави встановлено шість скульптурних груп. Загальна висота пам'ятника — 15,7 м (висота п'єдесталу — 6 м; висота фігур — 3,3 м; хреста на державі — З м). Діаметр гранітного постаменту — 9 м; кулі-держави — 4 м; окружність горельєфа — 26,5 м. Вага металу пам'ятника — 100 тонн, вага всього пам'ятника — 10000 тонн, вага бронзового лиття — 65,5 т (куля-держава — 400 пудів; колосальних фігур — 150 пудів; хрест на кулі — 28 пудів). Всього пам'ятник містить 129 людських фігур.

## Історія
З 1988 року випускалася серія монет номіналом у 5 карбованців, присвячена старовинним містам, пам'ятникам архітектури, історичним місцям Росії. Ця серія монет випускалася аж до 1991 року. Монета карбувалася на Ленінградському монетному дворі (ЛМД).

## Опис та характеристики монети
| Номінал крб. | Метал                 | Маса грам | Діаметр мм. | Гурт                           | Тираж штук               |
| ------------ | --------------------- | --------- | ----------- | ------------------------------ | ------------------------ |
| 1            | мідно-нікелевий сплав | 19,8      | 35          | гладкий із заглибленим написом | 2 000 000 325 000 (пруф) |

### Аверс
У верхній частині диска — Державний герб Союзу Радянських Соціалістичних Республік (являє собою зображення серпа і молота на фоні земної кулі, в променях сонця і в обрамленні колосся, перев'язаних п'ятнадцятьма витками стрічки); під гербом — напис «СССР», знизу — велика цифра «5», під нею — півколом розміщено слово «РУБЛЕЙ» ще нижче уздовж канта знаходиться дата випуску монети — «1988».

### Реверс
В центрі представлено зображення панорами розташованого в Новгороді пам'ятника «Тисячоліття Росії», нижче нього — горизонтальний напис «НОВГОРОД». Біля канта монети у верхній її частині півколом викарбувано напис: ПАМЯТНИК «ТЫСЯЧЕЛЕТИЕ РОССИИ», нижче неї в лівій частині представлена дата у вигляді горизонтального напису «1862».

### Гурт
Два вдавлені написи «ПЯТЬ РУБЛЕЙ», між ними дві вдавлені п'ятикутні зірки.

## Автори
- Художник: А. Г. Мірошниченко
- Скульптор: Н. А. Носов

## Вартість монети
Ціну монети — 5 карбованців встановив Держбанк СРСР у період реалізації монети через його філії. Сучасна вартість монети звичайного випуску серед колекціонерів України (станом на 2014 рік) становить понад 60 гривень.